# Джеси Маккартни
Джеси Маккартни (на английски: Jesse McCartney) е американски певец и актьор.

## Биография
Джеси Маккартни е роден на 9 април 1987 в Ню Йорк. Започва кариерата си на 7 години. Бил е част от групата Шугър Бийтс, която е номинирана за Грами. Истински успех получава с присъединяването си в момчешката група Дрийм Стрийт. Тогава е на 12 години и е избран сред 500 други момчета. „Дрийм Стрийт“ подгряват турнето на Бритни Спиърс, а албумът им получава златно отличие. Групата се разпада след съдебни дела с продуцентите. Джеси е играл на Бродуей, както и в сериала „Всички мои деца“.

## Дискография

### Първи стъпки в кариерата
През 1999 г. Джеси се присъединява към момчешката американска група Дрийм Стрийт, на която е член до 2002 година. Джеси МакКартни описва този свой опит като добра начална стъпка към соло кариерата си. Групата спечелва златен диск с дебютния си албум и се разделя по време на турне с Арън Картър. На 15 започва соро кариера с местна група, музикантите Дилън Кондор (китара), Питър Чема (струнни инструменти), Кейти Спенсър (йоника), Алекс Русеку (барабани), Карина Лагравинез (вокали), и Шерис Франциско (вокали), мениджмент Гингър МакКартни и Шери Гофин Кондор, която съпродуцира първият му албум, Beautiful Soul.
Първата мостра на МакКартни излиза през 2003 година. Албума съдържа 3 песни: „Beautiful Soul“, „She's No You“ и „Why Don't You Kiss Her“. През 2004 година, той изпълнява дует с Ан Хатауей, „Don't Go Breaking My Heart“, който е част от филма Омагьосаната Ела.

### Beautiful Soul (2004 – 2006)
Първият му албум, Beautiful Soul, чието записване отнема 2 години, излиза на 28 септември 2004. Той съдържа 4 песни, написани с участието на Джеси, „That Was Then“, „Get Your Shine On“, „What's Your Name“, и „She's No You“, също така и песни написани от Десмонд Чайлд и Крис Брейд. Песента, даваща заглавието на албума достига второ място на AOL Music и видеоклипа на „Beautiful Soul“ е паснат по MTV's Total Request Live, в топ 10 е 50 пъти и достига четвърто място. Повече от 1,5 милиона диска са продадени, което достига до връчването на платинен диск на Джеси МакКартни.
Първото му соло турне, също назовано „Beautiful Soul“ започва на 2 май 2005 в Калифолния. Общо има 56 концерта в САЩ и завършва на 10 септември 2005 отнова в Калифорния, Мадера. Джеси също пее в много увеселителни паркове, вклячително Six Flags и Canada's Wonderland, и изпълнява „Beautiful Soul“ докато е гост на множество токшоута.
Това турне включва нова група включваща Дори Лобел (китара), Зейн Карни (китара), Андре Де Сантана (струнни инструменти), Мичел Йошида (йоника), Карън Теперберг (барабани), Марго Фернандез (вокали) и Джули Дикенс (вокали). През есента на 2005, турнето на Джеси продължава в Австралия и е подгряващ изпълнител на Бекстрит Бойс в Европа през лятото на 2005. Концерта му на 9 юли в Санта Клара, Калифорния е записан като първото му лайф ДВД.

### Right Where You Want Me (2006 – 2008)
Вторият му албум, назован Right Where You Want Me, е създаден от Hollywood Records на 19 септември 2006. Първият сингъл също се казва „Right Where You Want Me“, за пръв път е излъчен по радиото на 11 юли 2006 и е написан от Джеси МакКартни, Адам Уатс и Анди Дод. Джеси, който участва в написването на всички песни в албума, казва, че сингълът го отвежда в нова музикална насока. Вторият сингъл е „Just So You Know“. Песента „Invincible“ от новия албум „Right Where You Want Me“ е написана от МакКартни в памит на приятелите си от гимназията, които умират през 2003 при катастрофа след като карат пияни. Компанията решава да не създава второ турне, но Джеси участва в много шоута в Италия и САЩ. Новият албум е направен така, че да се намира в Yahoo Music в MP3 формат.

### Departure (2008)
Потвърдено е, че Джеси записва третия си студиен албум.
Той каза за този албум, „Правя драстични промени, мелодии на Майкъл Джаксън, големината на Мадона – готини неща от 80-те. Това е най-хубавото, което мога да направя“. Продуцанти на албума са Шон Гарет и Д. Р. Ротем.
Първият сингъл от албума се казва „Leavin'“.
Клипът излиза на 7 март 2008 и коренно променя картината, която Дисни изграждат за младия певец. Идеята е негова и показва, че той вече не е тийнейджър, а близо 21-годишен мъж.
Албумът излиза на 20 май 2008 г. и е кръстен 'Departure'.
Джеси участва в написването на сингъл номер 1 за Англия за 2007 г. Песента се казва „Bleeding Love“ и се изпълнява от англичанката Леона Люис, като това се превръща в най-продаваната песен за 2007 в Англия.

### Албуми

#### Beautiful Soul
Албумът е издаден на 28 септември 2004 в САЩ. Не е реализиран в България.
- She's No You
- Beautiful Soul
- Get Your Shine On
- Take Your Sweet Time
- Without U
- Why Don't You Kiss Her?
- That Was Then
- Come to Me
- What's Your Name?
- Because You Live
- Why Is Love So Hard to Find?
- Stupid Things

#### Right Where You Want Me
Албумът е издаден на 16 септември 2006 в САЩ. Не е реализиран в България.
- Right Where You Want Me
- Just So You Know
- Blow Your Mind
- Right Back in the Water
- Anybody
- Tell Her
- Just Go
- Can't Let You Go
- We Can Go Anywhere
- Feelin' You
- Invincible
- Daddy's Little Girl

#### Departure
Албумът излиза на 20 май 2008. Не е реализиран в България.
- Leavin'
- It's over
- Rock you
- How do you sleep
- Into ya
- Make up
- My baby
- Told you so
- Relapse
- Runnin'
- Freaky
- Not your enemy

### Сингли
- Beautiful Soul (2004)
- She's No You (2005)
- Because You Live (2005)
- Right Where You Want Me (2006)
- Just So You Know (2006)
- Leavin' (2008)
- It's Over (2008)
- How Do You Sleep? (2009)

### Други записи
- „Best Day Of My Life“
- „Winter Wonderland“
- „Don't Go Breakin' My Heart“ (с Ан Хатауей)
- „The Second Star to the Right“
- „When You Wish Upon a Star“
- „Good Life“
- „Running Away“
- „Gone“
- „Feels Like Sunday“
- „Crushin'“
- „I'll try“
- „Intro“
- „Bleeding Love“
- „Oxygen“
- „Think About It“

### Видеоклипове
- Beautiful Soul (2004)
- She's No You (2005)
- Good Life (2005)
- Because You Live (2005)
- Right Where You Want Me (2006)
- Just So You Know (2006)
- Leavin' (2008)
- It's Over (2008)
- How Do You Sleep? (2009)
- Shake (2010)

## Филмография
- Кийт (Keith) (2008)
- Вечно лято (Summerland) (2004)
- Pizza (2004)
- The Strange Legacy of Cameron Cruz (2002)
- The Pirates of Central Park (2001)
- Всички мои деца (All My Children) (1998 – 2001)
- Какво Харесвм в теб (What I like about you) – гост в сериала
- Хана Монтана – гост в сериала
- Лудориите на Зак и Коди – гост в сериала